# Myriam Warner-Vieyra
Myriam Warner-Vieyra, nom de naissance Marguerite, Annoncia, Joseph Warner, née le 25 mars 1939 à Pointe-à-Pitre en Guadeloupe, et morte le 29 décembre 2017 à Tours en France, est une bibliothécaire et romancière.

## Biographie
La mère de Myriam Warner Mami Chacha est guadeloupéenne et son père Randolph Menat Warner antiguais. 
Sa grand mère maternelle est Louise Hamlet et son grand père maternel est Philogène Christine.  
Elle fréquente l'école primaire à La Guadeloupe, puis le secondaire en France. Elle épouse le cinéaste Paulin Soumanou Vieyra en avril 1961 et s'installe au Sénégal où elle obtient un diplôme de bibliothécaire à l'université de Dakar.

## Activités
Myriam Warner Vieyra a été très active au Sénégal. Membre fondatrice du club Zonta à Dakar, elle en est devenu la présidente et plus tard gouverneur de district. Ce club a pour but de venir en aide aux femmes et aux enfants des zones rurales.
Elle est membre de l'association des écrivains du Sénégal.
Pendant plusieurs années, elle sera la représentante de l'African-American Institute (AAI) à Dakar et permettra à travers l'attribution de bourses d'études à plusieurs étudiants africains de poursuivre leurs études de Master, MBA et Doctorat aux États-Unis.

## Œuvres
- Juletane (roman), Paris, Présence africaine, 2001, 142 p. (ISBN 2-7087-0725-6)
- Femmes échouées (nouvelles), Paris, Présence africaine, 1988, 146 p. (ISBN 2-7087-0725-6)
- Présence Africaine  (nouvelles (pages 87-89)), Éditions Présence Africaine, 1987, 2e éd., 198 p. (JSTOR 24351472), « Passeport pour le paradis »
- Le Quimboiseur l'avait dit (roman), Paris, Présence africaine, 1980, 138 p. (ISBN 2-7087-0375-7)

### Traductions en anglais
- Juletane, traduction par Betty Wilson, Oxford, Heinemann, 1987
- As The Sorcerer Said, traduction par Dorothy S. Blair de Le Quimboiseur l'avait dit, Harlow, Longman, 1982